# Canton de Saint-Just-en-Chaussée
Le canton de Saint-Just-en-Chaussée est une circonscription électorale française située dans le département de l'Oise et la région Hauts-de-France.

## Géographie
Ce canton est organisé autour de Saint-Just-en-Chaussée dans les arrondissements de Beauvais et de Clermont.

## Histoire
Par décret du 20 février 2014, le nombre de cantons du département est divisé par deux, avec mise en application aux élections départementales de mars 2015. Le canton de Saint-Just-en-Chaussée est conservé et s'agrandit. Il passe de 29 à 84 communes.

## Représentation

### Conseillers généraux de 1833 à 2015
| Période | Période          | Identité                           | Étiquette                      | Qualité |
| ------- | ---------------- | ---------------------------------- | ------------------------------ | --- |
| 1833    | 1837 (démission) | Louis Victorin Legrand             | Centre gauche puis Tiers-parti | Propriétaire, agriculteur, maire de Saint-Just-en-Chaussée Secrétaire général du Ministère des Finances Député (1831-1848) |
| 1837    | 1841 (décès)     | Alexandre de Guillebon (1790-1841) |                                | Ingénieur en chef des Ponts et Chaussées Maire de Wavignies, conseiller d'arrondissement                                   |
| 1841    | 1852             | Louis Victorin Legrand             | Centre gauche                  | Propriétaire, agriculteur, maire de Saint-Just-en-Chaussée Député                                                          |
| 1852    | 1867 (décès)     | Louis Auguste Dumont (1810-1867)   |                                | Propriétaire, maire de Rouvillers                                                                                          |
| 1867    | 1871             | Gustave Boulard (1819-1886)        |                                | Propriétaire du château, maire de Plainval                                                                                 |
| 1871    | 1873 (décès)     | Henry de Broé (1814-1873)          |                                | Propriétaire, maire d'Essuiles-Saint-Rimault                                                                               |
| 1873    | 1877 (démission) | Louis Victorin Legrand             | Centre gauche                  | Propriétaire, agriculteur, maire de Saint-Just-en-Chaussée Ancien député                                                   |
| 1877    | 1883             | Vicomte Théodore de Goussencourt   | Droite                         | Propriétaire, maire de Catillon                                                                                            |
| 1883    | 1907             | Gustave Hainsselin                 | Républicain                    | Ingénieur civil, maire de Saint-Just Député (1889-1898)                                                                    |
| 1907    | 1919             | Paul Félix Corbet                  | Républicain                    | Agriculteur, maire d'Angivillers (1884-1910)                                                                               |
| 1919    | 1940             | Alfred Pennellier                  | Rad.                           | Président honoraire du Tribunal civil Maire de La Neuville-Roy                                                             |
|         |                  |                                    |                                | |
| 1945    | 1949             | Madeleine Blin                     | SFIO                           | Institutrice, ancienne déportée à Ravensbrück                                                                              |
| 1949    | 1955             | Pierre Naquet                      | RPF puis DVD                   | Notaire à Clermont, propriétaire à Ansauvillers                                                                            |
| 1955    | 1973             | Robert Hersant                     | Rad. puis CDP                  | Chef d'entreprise Député (1958-1978 et 1986-1988) Maire de Ravenel(1953-1959) puis de Liancourt Propriétaire à Paris       |
| 1973    | 2004             | Jean-Pierre Braine                 | PS puis DVG                    | Instituteur Député de l'Oise (1981-1986 et 1988-2002) Maire de Saint-Just-en-Chaussée (1977-2001)                          |
| 2004    | 2015             | Frans Desmedt                      | UMP                            | Agriculteur Maire de Saint-Just-en-Chaussée (2001-2023)                                                                    |

Sources : Feuilles au vent, chroniques du Pays d'Oise, de J.Mermet - https://gallica.bnf.fr/ark:/12148/bpt6k5829951p/f226.image.r=BOULARD

### Conseillers d'arrondissement (de 1833 à 1940)
| Période                                  | Période | Identité                           | Étiquette | Qualité |
| ---------------------------------------- | ------- | ---------------------------------- | --------- | --- |
| 1833                                     | 1837    | Alexandre de Guillebon (1790-1841) |           | Ingénieur des Ponts et Chaussées, maire de Wavignies                                                        |
| 1837                                     | 1845    | Jacques Dupressoir (1789-1871)     |           | Cultivateur, maire de Lieuvillers                                                                           |
| 1845                                     | 1871    | Narcisse Wallet                    |           | Cultivateur à Saint-Just-en-Chaussée, maire de Gannes                                                       |
| 1871                                     | 1883    | Hippolyte Bouché (1826-1886)       |           | Fabricant de sucre, maire de Ravenel                                                                        |
| 1883                                     | 1898    | Jean Joseph Lalande                |           | Maire de La Neuville-Roy                                                                                    |
| 1898                                     |         | Alexandre Demont                   |           | Maire de Saint-Just-en-Chaussée                                                                             |
|                                          |         |                                    |           | |
| 1922                                     | 1928    | Marius Rayr (1887-1962)            | SFIO      | Contrôleur des services électriques aux chemins de fer, conseiller municipal de Saint-Just-en-Chaussée      |
| 1928                                     | 1934    | Charles Fiquet                     | Droite    | Propriétaire à Saint-Just-en-Chaussée, ancien combattant                                                    |
|                                          | 1940    | Léon Baticle                       |           | Maire de Saint-Just-en-Chaussée                                                                             |
| 1937                                     | 1940    | Jean Triboulet                     | Radical   | Directeur d'usine, adjoint au maire de Saint-Just-en-Chaussée                                               |
| 1940                                     |         |                                    |           | Les conseils d'arrondissement ont été suspendus par la loi du 12 octobre 1940 et n'ont jamais été réactivés |
| Les données manquantes sont à compléter. |         |                                    |           | |

### Représentation à partir de 2015
| Période élective | Période élective | Mandat    | Mandat   | Identité                         | Nuance | Nuance | Qualité |
| ---------------- | ---------------- | --------- | -------- | -------------------------------- | ------ | ------ | --- |
| 2015             | 2021             | 2015      | 2021     | Nicole Cordier                   |        | DVD    | Directrice d'école retraitée Maire de Bonneuil-les-Eaux (2008 → ) Vice-présidente, chargée de l'éducation, de la jeunesse et de la citoyenneté                                                    |
| 2015             | 2021             | 2015      | 2021     | Frans Desmedt                    |        | LR     | Agriculteur Maire de Saint-Just-en-Chaussée (2001 → 2023) Président de la CC du Plateau Picard (2008 → 2023) Vice-président chargé du développement économique et de l'aménagement du territoire. |
| 2021             | 2028             | 2021      | en cours | Nicole Cordier                   |        | DVD    | Conseillère sortante, Vice-présidente chargée des sports et de la santé, Suppléante du député LR Victor Habert-Dassault                                                                           |
| 2021             | 2028             | 2021      | mai 2023 | Frans Desmedt (Mort en fonction) |        | LR     | Conseiller sortant Chevalier de la Légion d'honneur |
| 2021             | 2028             | mai 2023, | en cours | Denis Pype (Remplaçant)          |        | DVD    | Agriculteur Conseiller régional, maire-adjoint d'Oursel-Maison Président de Groupama Oise ( ? → 2021)                                                                                             |

### Résultats détaillés

#### Élections de mars 2015
À l'issue du 1er tour des élections départementales de 2015, deux binômes sont en ballottage : Nicole Cordier et Frans Desmedt (Union de la Droite, 41,82 %) et Isabelle Mizzi et Robert Pollet (FN, 36,17 %). Le taux de participation est de 54,89 % (17 589 votants sur 32 046 inscrits) contre 51,32 % au niveau départemental et 50,17 % au niveau national.
Au second tour, Nicole Cordier et Frans Desmedt (Union de la Droite) sont élus avec 58,84 % des suffrages exprimés et un taux de participation de 54,89 % (9 488 voix pour 17 591 votants et 32 045 inscrits).

#### Élections de juin 2021
Le premier tour des élections départementales de 2021 est marqué par un très faible taux de participation (33,26 % au niveau national). Dans le canton de Saint-Just-en-Chaussée, ce taux de participation est de 34,4 % (11 076 votants sur 32 194 inscrits) contre 32,46 % au niveau départemental. À l'issue de ce premier tour, deux binômes sont en ballottage : Nicole Cordier et Frans Desmedt (DVD, 62,66 %) et Brunella Cordova Arbulu et David Van Laecke (RN, 23,04 %).
Le second tour des élections est marqué une nouvelle fois par une abstention massive équivalente au premier tour. Les taux de participation sont de 34,36 % au niveau national, 32,8 % dans le département et 34,34 % dans le canton de Saint-Just-en-Chaussée. Nicole Cordier et Frans Desmedt (DVD) sont élus avec 74,24 % des suffrages exprimés (7 673 voix pour 11 058 votants et 32 198 inscrits),,. 

## Composition

### Composition avant 2015

Situation du canton de Saint-Just-en-Chaussée dans le département de l'Oise avant 2015.

Le canton de Saint-Just-en-Chaussée regroupait 29 communes.
| Nom                                | Code Insee | Codepostal | Superficie (km2) | Population (dernière pop. légale) | Densité (hab./km2) |
| ---------------------------------- | ---------- | ---------- | ---------------- | --------------------------------- | ------------------ |
| Saint-Just-en-Chaussée (chef-lieu) | 60581      | 60130      | 14,66            | 5 818 (2012)                      | 397                |
| Angivillers                        | 60014      | 60130      | 6,27             | 175 (2012)                        | 28                 |
| Brunvillers-la-Motte               | 60112      | 60130      | 6,50             | 332 (2012)                        | 51                 |
| Catillon-Fumechon                  | 60133      | 60130      | 13,31            | 556 (2012)                        | 42                 |
| Cernoy                             | 60137      | 60190      | 4,91             | 269 (2012)                        | 55                 |
| Cressonsacq                        | 60177      | 60190      | 6,53             | 446 (2012)                        | 68                 |
| Cuignières                         | 60186      | 60130      | 6,24             | 230 (2012)                        | 37                 |
| Erquinvillers                      | 60216      | 60130      | 3,77             | 175 (2012)                        | 46                 |
| Essuiles                           | 60222      | 60510      | 13,54            | 555 (2012)                        | 41                 |
| Fournival                          | 60252      | 60130      | 11,53            | 487 (2012)                        | 42                 |
| Gannes                             | 60268      | 60120      | 8,56             | 349 (2012)                        | 41                 |
| Grandvillers-aux-Bois              | 60285      | 60190      | 6,63             | 318 (2012)                        | 48                 |
| Lieuvillers                        | 60364      | 60130      | 9,41             | 642 (2012)                        | 68                 |
| Le Mesnil-sur-Bulles               | 60400      | 60130      | 6,26             | 235 (2012)                        | 38                 |
| Montiers                           | 60418      | 60190      | 7,89             | 400 (2012)                        | 51                 |
| Moyenneville                       | 60440      | 60190      | 7,19             | 620 (2012)                        | 86                 |
| La Neuville-Roy                    | 60456      | 60190      | 12,49            | 962 (2012)                        | 77                 |
| Noroy                              | 60466      | 60130      | 5,45             | 201 (2012)                        | 37                 |
| Nourard-le-Franc                   | 60468      | 60130      | 11,48            | 330 (2012)                        | 29                 |
| Plainval                           | 60495      | 60130      | 9,19             | 388 (2012)                        | 42                 |
| Le Plessier-sur-Bulles             | 60497      | 60130      | 3,91             | 179 (2012)                        | 46                 |
| Le Plessier-sur-Saint-Just         | 60498      | 60130      | 7,63             | 496 (2012)                        | 65                 |
| Pronleroy                          | 60515      | 60190      | 8,97             | 396 (2012)                        | 44                 |
| Quinquempoix                       | 60522      | 60130      | 5,86             | 327 (2012)                        | 56                 |
| Ravenel                            | 60526      | 60130      | 11,61            | 1 145 (2012)                      | 99                 |
| Rouvillers                         | 60553      | 60190      | 11,88            | 265 (2012)                        | 22                 |
| Saint-Remy-en-l'Eau                | 60595      | 60130      | 10,06            | 406 (2012)                        | 40                 |
| Valescourt                         | 60653      | 60130      | 6,87             | 276 (2012)                        | 40                 |
| Wavignies                          | 60701      | 60130      | 9,81             | 1 210 (2012)                      | 123                |

### Composition à partir de 2015
Le canton de Saint-Just-en-Chaussée compte désormais 84 communes.
| Nom                                            | Code Insee | Intercommunalité     | Superficie (km2) | Population (dernière pop. légale) | Densité (hab./km2) | Modifier                                    |
| ---------------------------------------------- | ---------- | -------------------- | ---------------- | --------------------------------- | ------------------ | ------------------------------------------- |
| Saint-Just-en-Chaussée (bureau centralisateur) | 60581      | CC du Plateau Picard | 14,66            | 5 940 (2022)                      | 405                | modifier les données · modifier les données |
| Abbeville-Saint-Lucien                         | 60003      | CC de l'Oise Picarde | 5,26             | 510 (2022)                        | 97                 | modifier les données · modifier les données |
| Airion                                         | 60008      | CC du Plateau Picard | 6,73             | 389 (2022)                        | 58                 | modifier les données · modifier les données |
| Angivillers                                    | 60014      | CC du Plateau Picard | 6,27             | 159 (2022)                        | 25                 | modifier les données · modifier les données |
| Ansauvillers                                   | 60017      | CC de l'Oise Picarde | 6,95             | 1 140 (2022)                      | 164                | modifier les données · modifier les données |
| Auchy-la-Montagne                              | 60026      | CA du Beauvaisis     | 8,05             | 561 (2022)                        | 70                 | modifier les données · modifier les données |
| Avrechy                                        | 60034      | CC du Plateau Picard | 12,39            | 1 154 (2022)                      | 93                 | modifier les données · modifier les données |
| Bacouël                                        | 60039      | CC de l'Oise Picarde | 5,48             | 479 (2022)                        | 87                 | modifier les données · modifier les données |
| Beauvoir                                       | 60058      | CC de l'Oise Picarde | 10,27            | 224 (2022)                        | 22                 | modifier les données · modifier les données |
| Blancfossé                                     | 60075      | CC de l'Oise Picarde | 5,16             | 143 (2022)                        | 28                 | modifier les données · modifier les données |
| Bonneuil-les-Eaux                              | 60082      | CC de l'Oise Picarde | 18,29            | 780 (2022)                        | 43                 | modifier les données · modifier les données |
| Bonvillers                                     | 60085      | CC de l'Oise Picarde | 5,86             | 193 (2022)                        | 33                 | modifier les données · modifier les données |
| Breteuil                                       | 60104      | CC de l'Oise Picarde | 17,27            | 4 189 (2022)                      | 243                | modifier les données · modifier les données |
| Broyes                                         | 60111      | CC de l'Oise Picarde | 4,80             | 143 (2022)                        | 30                 | modifier les données · modifier les données |
| Brunvillers-la-Motte                           | 60112      | CC du Plateau Picard | 6,50             | 344 (2022)                        | 53                 | modifier les données · modifier les données |
| Bucamps                                        | 60113      | CC de l'Oise Picarde | 5,82             | 207 (2022)                        | 36                 | modifier les données · modifier les données |
| Bulles                                         | 60115      | CC du Plateau Picard | 16,70            | 851 (2022)                        | 51                 | modifier les données · modifier les données |
| Campremy                                       | 60123      | CC de l'Oise Picarde | 10,21            | 476 (2022)                        | 47                 | modifier les données · modifier les données |
| Catheux                                        | 60131      | CC de l'Oise Picarde | 11,78            | 101 (2022)                        | 8,6                | modifier les données · modifier les données |
| Catillon-Fumechon                              | 60133      | CC du Plateau Picard | 13,31            | 540 (2022)                        | 41                 | modifier les données · modifier les données |
| Chepoix                                        | 60146      | CC de l'Oise Picarde | 8,86             | 457 (2022)                        | 52                 | modifier les données · modifier les données |
| Choqueuse-les-Bénards                          | 60153      | CC de l'Oise Picarde | 4,16             | 99 (2022)                         | 24                 | modifier les données · modifier les données |
| Conteville                                     | 60161      | CC de l'Oise Picarde | 3,62             | 71 (2022)                         | 20                 | modifier les données · modifier les données |
| Cormeilles                                     | 60163      | CC de l'Oise Picarde | 7,21             | 393 (2022)                        | 55                 | modifier les données · modifier les données |
| Crèvecœur-le-Grand                             | 60178      | CA du Beauvaisis     | 12,30            | 3 458 (2022)                      | 281                | modifier les données · modifier les données |
| Le Crocq                                       | 60182      | CC de l'Oise Picarde | 3,10             | 178 (2022)                        | 57                 | modifier les données · modifier les données |
| Croissy-sur-Celle                              | 60183      | CC de l'Oise Picarde | 11,10            | 234 (2022)                        | 21                 | modifier les données · modifier les données |
| Cuignières                                     | 60186      | CC du Plateau Picard | 6,24             | 266 (2022)                        | 43                 | modifier les données · modifier les données |
| Doméliers                                      | 60199      | CC de l'Oise Picarde | 6,13             | 254 (2022)                        | 41                 | modifier les données · modifier les données |
| Erquinvillers                                  | 60216      | CC du Plateau Picard | 3,77             | 185 (2022)                        | 49                 | modifier les données · modifier les données |
| Esquennoy                                      | 60221      | CC de l'Oise Picarde | 9,79             | 735 (2022)                        | 75                 | modifier les données · modifier les données |
| Essuiles                                       | 60222      | CC du Plateau Picard | 13,54            | 520 (2022)                        | 38                 | modifier les données · modifier les données |
| Fléchy                                         | 60237      | CC de l'Oise Picarde | 4,77             | 87 (2022)                         | 18                 | modifier les données · modifier les données |
| Fontaine-Bonneleau                             | 60240      | CC de l'Oise Picarde | 16,37            | 235 (2022)                        | 14                 | modifier les données · modifier les données |
| Fournival                                      | 60252      | CC du Plateau Picard | 11,53            | 521 (2022)                        | 45                 | modifier les données · modifier les données |
| Francastel                                     | 60253      | CA du Beauvaisis     | 12,58            | 499 (2022)                        | 40                 | modifier les données · modifier les données |
| Froissy                                        | 60265      | CC de l'Oise Picarde | 6,56             | 966 (2022)                        | 147                | modifier les données · modifier les données |
| Le Gallet                                      | 60267      | CC de l'Oise Picarde | 3,47             | 158 (2022)                        | 46                 | modifier les données · modifier les données |
| Gannes                                         | 60268      | CC du Plateau Picard | 8,56             | 356 (2022)                        | 42                 | modifier les données · modifier les données |
| Gouy-les-Groseillers                           | 60283      | CC de l'Oise Picarde | 3,07             | 15 (2022)                         | 4,9                | modifier les données · modifier les données |
| Hardivillers                                   | 60299      | CC de l'Oise Picarde | 9,63             | 551 (2022)                        | 57                 | modifier les données · modifier les données |
| La Hérelle                                     | 60311      | CC de l'Oise Picarde | 5,15             | 238 (2022)                        | 46                 | modifier les données · modifier les données |
| Lachaussée-du-Bois-d'Écu                       | 60336      | CA du Beauvaisis     | 5,92             | 184 (2022)                        | 31                 | modifier les données · modifier les données |
| Lieuvillers                                    | 60364      | CC du Plateau Picard | 9,41             | 708 (2022)                        | 75                 | modifier les données · modifier les données |
| Luchy                                          | 60372      | CA du Beauvaisis     | 10,79            | 670 (2022)                        | 62                 | modifier les données · modifier les données |
| Maisoncelle-Tuilerie                           | 60377      | CC de l'Oise Picarde | 7,72             | 287 (2022)                        | 37                 | modifier les données · modifier les données |
| Maulers                                        | 60390      | CA du Beauvaisis     | 7,62             | 341 (2022)                        | 45                 | modifier les données · modifier les données |
| Le Mesnil-Saint-Firmin                         | 60399      | CC de l'Oise Picarde | 4,14             | 249 (2022)                        | 60                 | modifier les données · modifier les données |
| Le Mesnil-sur-Bulles                           | 60400      | CC du Plateau Picard | 6,26             | 266 (2022)                        | 42                 | modifier les données · modifier les données |
| Montreuil-sur-Brêche                           | 60425      | CC de l'Oise Picarde | 10,53            | 495 (2022)                        | 47                 | modifier les données · modifier les données |
| Mory-Montcrux                                  | 60436      | CC de l'Oise Picarde | 4,66             | 80 (2022)                         | 17                 | modifier les données · modifier les données |
| Muidorge                                       | 60442      | CA du Beauvaisis     | 5,34             | 135 (2022)                        | 25                 | modifier les données · modifier les données |
| La Neuville-Saint-Pierre                       | 60457      | CC de l'Oise Picarde | 4,11             | 162 (2022)                        | 39                 | modifier les données · modifier les données |
| Noirémont                                      | 60465      | CC de l'Oise Picarde | 6,37             | 187 (2022)                        | 29                 | modifier les données · modifier les données |
| Noroy                                          | 60466      | CC du Plateau Picard | 5,45             | 254 (2022)                        | 47                 | modifier les données · modifier les données |
| Nourard-le-Franc                               | 60468      | CC du Plateau Picard | 11,48            | 295 (2022)                        | 26                 | modifier les données · modifier les données |
| Noyers-Saint-Martin                            | 60470      | CC de l'Oise Picarde | 13,27            | 892 (2022)                        | 67                 | modifier les données · modifier les données |
| Oursel-Maison                                  | 60485      | CC de l'Oise Picarde | 6,97             | 244 (2022)                        | 35                 | modifier les données · modifier les données |
| Paillart                                       | 60486      | CC de l'Oise Picarde | 14,18            | 572 (2022)                        | 40                 | modifier les données · modifier les données |
| Plainval                                       | 60495      | CC du Plateau Picard | 9,19             | 417 (2022)                        | 45                 | modifier les données · modifier les données |
| Plainville                                     | 60496      | CC de l'Oise Picarde | 4,25             | 163 (2022)                        | 38                 | modifier les données · modifier les données |
| Le Plessier-sur-Bulles                         | 60497      | CC du Plateau Picard | 3,91             | 211 (2022)                        | 54                 | modifier les données · modifier les données |
| Le Plessier-sur-Saint-Just                     | 60498      | CC du Plateau Picard | 7,63             | 539 (2022)                        | 71                 | modifier les données · modifier les données |
| Puits-la-Vallée                                | 60518      | CC de l'Oise Picarde | 4,31             | 205 (2022)                        | 48                 | modifier les données · modifier les données |
| Le Quesnel-Aubry                               | 60520      | CC de l'Oise Picarde | 4,75             | 220 (2022)                        | 46                 | modifier les données · modifier les données |
| Quinquempoix                                   | 60522      | CC du Plateau Picard | 5,86             | 317 (2022)                        | 54                 | modifier les données · modifier les données |
| Ravenel                                        | 60526      | CC du Plateau Picard | 11,61            | 1 047 (2022)                      | 90                 | modifier les données · modifier les données |
| Reuil-sur-Brêche                               | 60535      | CC de l'Oise Picarde | 12,58            | 329 (2022)                        | 26                 | modifier les données · modifier les données |
| Rocquencourt                                   | 60544      | CC de l'Oise Picarde | 9,81             | 188 (2022)                        | 19                 | modifier les données · modifier les données |
| Rotangy                                        | 60549      | CA du Beauvaisis     | 9,78             | 233 (2022)                        | 24                 | modifier les données · modifier les données |
| Rouvroy-les-Merles                             | 60555      | CC de l'Oise Picarde | 4,06             | 70 (2022)                         | 17                 | modifier les données · modifier les données |
| Saint-André-Farivillers                        | 60565      | CC de l'Oise Picarde | 11,35            | 512 (2022)                        | 45                 | modifier les données · modifier les données |
| Saint-Remy-en-l'Eau                            | 60595      | CC du Plateau Picard | 10,06            | 435 (2022)                        | 43                 | modifier les données · modifier les données |
| Sainte-Eusoye                                  | 60573      | CC de l'Oise Picarde | 8,48             | 335 (2022)                        | 40                 | modifier les données · modifier les données |
| Le Saulchoy                                    | 60608      | CA du Beauvaisis     | 4,97             | 105 (2022)                        | 21                 | modifier les données · modifier les données |
| Sérévillers                                    | 60615      | CC de l'Oise Picarde | 3,26             | 133 (2022)                        | 41                 | modifier les données · modifier les données |
| Tartigny                                       | 60627      | CC de l'Oise Picarde | 6,98             | 253 (2022)                        | 36                 | modifier les données · modifier les données |
| Thieux                                         | 60634      | CC de l'Oise Picarde | 9,18             | 439 (2022)                        | 48                 | modifier les données · modifier les données |
| Troussencourt                                  | 60648      | CC de l'Oise Picarde | 5,33             | 316 (2022)                        | 59                 | modifier les données · modifier les données |
| Valescourt                                     | 60653      | CC du Plateau Picard | 6,87             | 298 (2022)                        | 43                 | modifier les données · modifier les données |
| Vendeuil-Caply                                 | 60664      | CC de l'Oise Picarde | 10,84            | 444 (2022)                        | 41                 | modifier les données · modifier les données |
| Viefvillers                                    | 60673      | CC de l'Oise Picarde | 4,09             | 216 (2022)                        | 53                 | modifier les données · modifier les données |
| Villers-Vicomte                                | 60692      | CC de l'Oise Picarde | 5,20             | 151 (2022)                        | 29                 | modifier les données · modifier les données |
| Wavignies                                      | 60701      | CC du Plateau Picard | 9,81             | 1 347 (2022)                      | 137                | modifier les données · modifier les données |
| Canton de Saint-Just-en-Chaussée               | 6019       |                      | 681,65           | 43 943 (2022)                     | 64                 | modifier les données                        |

## Démographie

### Démographie avant 2015
| 1962   | 1968   | 1975   | 1982   | 1990   | 1999   | 2006   | 2011   | 2012   |
| ------ | ------ | ------ | ------ | ------ | ------ | ------ | ------ | ------ |
| 11 939 | 11 911 | 11 925 | 12 614 | 14 947 | 16 529 | 17 419 | 17 927 | 18 188 |

### Démographie depuis 2015
En 2022, le canton comptait 43 943 habitants, en évolution de −0,84 % par rapport à 2016 (Oise : +0,87 %, France hors Mayotte : +2,11 %).
| 2013   | 2018   | 2022   |
| ------ | ------ | ------ |
| 44 125 | 44 114 | 43 943 |